# هنری هاورشام گادوین-آستین
هنری هاورشام گادوین-آستین (انگلیسی: Henry Haversham Godwin-Austen)؛ (۶ ژوئیهٔ ۱۸۳۴ – ۲ دسامبر ۱۹۲۳) سرهنگ دوم ارتش بریتانیا، عضو انجمن سلطنتی، انجمن جانورشناسی لندن، انجمن سلطنتی جغرافیا و دانشمند زمین‌شناس، طبیعت‌شناس و نقشه‌بردار اهل بریتانیا بود.
یخچال گادوین-آستین در کوه‌های قراقروم به نام هنری هاورشام گادوین-آستین نام‌گذاری شده که یکی از پیشگامان کاوشگری در این منطقه بود. قله کی۲ نیز در ابتدا به افتخار وی کوه گادوین-آستین نام‌گذاری شده بود.
وی همچنین برندهٔ جوایزی همچون همکار انجمن سلطنتی شده‌است.